# Бела Штурц
Др Бела Штурц (1914—1994) био је професор биологије и један од водећих ботаничара у Војводини, велики познавалац флоре северних делова Србије.

## Кратка биографија
Бела Штурц (мађ. Sturc Béla) родио се у Купусини (Сомбор), где је завршио основну школу. Природу, Дунав и ливаде је заволео још у детињству код деде и баке у Змајевцу, где је боравио за време распуста. Након матурирања у Сомбору, уписао се на филозофски факултет у Загребу на групу биологија–биогеографија. Дипломирао је 1937. године.
Прво радно место му је било у основној школи у Вараждину, а након тога је премештен у Беране (Иванград - Црна Гора). Међутим, његов педагошки рад рано прекида избијање рата, за време кога је тешко рањен. Успева након кратког али тешког боравка у немачком војном заточеништву да се врати у Војводину, где од 1941. године предаје у Сомборској гимназији, а након ослобођења је у Сивцу, одакле прелази у Суботицу, где бива постављен за директора Мађарске Мешовите Гимназије. Због здравственог стања тражио је разрешење дужности, те је од 1949. године наставио да ради као професор биологије. Касније, 1952. године, премештањем, ступа у радни однос у Суботичкој учитељској школи где је као професор провео највише времена – 25 година.

### Педагошки рад
Поред биологије, предавао је и методику тог предмета – познавање природе. Као наставник, говорио је:
| „Главни циљ мог рада је био да васпитам ђаке на самостално размишљање и активности.” |

Доследно томе, најплоднија област у његовом животном делу била је педагошка-методичка делатност којој се највише посветио. Поред свакодневног професорског рада писао је и уџбенике, бавио се преводилачким радом, истраживао је и припремао своју докторску дисертацију под насловом „Amaranthus blitoides S. WATS у панонском делу наше земље“. Докторирао је 1965. године у Сарајеву. Његова докторска дисертација била је везана за ботанику, као област која га је и највише окупирала. Иако га Суботичани, и његови бивши ученици, памте и цене као професора биологије, он је највише учинио да се упознају ботаничке вредности Суботице и њене шире околине. Проучавао је и биљни свет Срема, Барање и целе Војводине.
Отишао је у пензију 1978. године. Као пензионер у „Педагошкој стварности“ је објавио 17 научних радова везаних за методику наставе познавања природе и биологије. И због свог великог искуства у учењу, поседовао је својство иноватора на том пољу. Врло се залагао за ваншколску наставу, био је и један од иницијатора „Школе у Природи“ на Палићу, својеврсне издвојене педагошке установе. Док је био активан, био је члан стручне комисије Покрајинског завода за издавање уџбеника. За свој педагошки рад 1962. награђен је Суботичком Октобарском наградом. За своје педагошко-васпитно дело и развој васпитних метода, писање уџбеника и за свој научни рад добио је тадашње највеће признање за ту област – Орден рада са златним венцем указом Председника Републике.

### Рад у ботаници и заштити природе
У своје слободно време није престао да буде пасионирани истраживач биљака. Током својих екскурзија (на које је ишао пешке) сакупио је врло богату збирку биљних врста. Рад под насловом "Шта треба да задржимо и заштитимо и биљном покривачу североисточног дела Бачке" објављен 1973. године био је пионирски. У њему је први пут детаљније објавио резултате својих истраживања, а већ тада, скренуо је пажњу јавности на нестајање врста и велики значај заштите природе. Његов хербар са 594 листова данас чува Градски музеј у Суботици. Књига „Природна флора Суботичко-Хоргошке пешчаре и питања њеног очувања" је као последње велико дело остало у рукопису. Оригинал је најпре објављен 1997. године у Суботици на мађарском језику, а са великим закашњењем 2014. у издању Суботичког музеја и на српском. Ботаничким подацима из Војводине много је допринео пројекту Црвена књига флоре Србије.
До краја живота много је говорио и писао о заштити природе, за коју се међу првима у Србији залагао. Запамћен је по оваквим и сличним речима:
| „Заштита природе ће тек онда бити ефикасна, ако сви људи – и деца и одрасли – буду ценили природу и своју околину, заштићујући карактеристичне заједнице и врсте.” |

После кратке и тешке болести, отишао је тихо 1994. године у свом стану у Суботици.

## Уважавање рада и легат
Учењу својих ђака посвећивао је велику пажњу, ипак, није био само врстан учитељ, већ и свестран научни радник. Још рано почео је научно-истраживачку активност: од 1951. објављивао је радове у листовима "Педагошка стварност", "Школски живот", "Nastava i vaspitanje - Oktatás és Nevelés", "Népoktatás", "Létünk", "Природа" и у "Műszaki Szemle" из Печуја. Написао је 72 чланака и студија, од тога само 5 није објављено у штампаној форми. Највише од радова, њих 56, написао је на тему педагогија-методика, стриктно научноистраживачких је било 9, а из опште биологије је писао 7 радова. Са Корнелом Ђере (мађ. Györe Kornél) 1962. објавио је уџбеник за трећи разред основне школе под називом "Живот мог родног краја", који је толико био успешан, да нешто прерађен, поново излази из штампе 1974. године. За свој уџбеник 1973. написао је и Радну свеску. Са Балинтом Одри (мађ. Ódri Bálint) још 1962. године написао је Биолошку читанку изврсног садржаја. Превео је са српског више од десет књига и уџбеника. Написао је и квалитетно библиографско дело везано за ботанику.
У свом ставу према човековој средини, екологији и заштити природе приступао је из угла практичких решења. Тежио је да у деци по сваку цену пробуди љубав за природом, поштовање и очување средине у којој живе. Сматрао је важним осим визуелних наставних средстава (која су у његово време била ограничена на употребу статичких таблоа) да деца посећују паркове, музеје, Зоо вртове. Говорио је да:
| „Здрав приступ природи не долази сам од себе, из једног дана у други. За то је потребан континуални рад на подизању свести код деце, и тек продукт тога биће човек који свесно штити природу. Шта је најбољи метод за постизање тога? Још од ране школске доби редовно водити ђаке на екскурзије, везивати њихову пажњу на практичне активности у природи. Природа се не може упознати седећи у учионици, она се заиста упознаје у шуми, на ливади, поред воде... Током шетњи у природи разговарајмо са децом, истражујмо заједно и полемишимо о виђеним стварима. Ђаци ће учити кроз личан доживљај, кроз откривање објеката природе, а ако се може, научиће и имена биља, жбуња и њиховог цвета. Таква деца ће узрасти у људе који ће касније да наставе унапређење свога знања, и поштовање природе ће као такви проширити на целу државу, па чаки шире. Волим да током ове наставе са децом делим и неке литерарне, прозне стихове који се лако памте, неку песмицу везану за лепоту цвећа и дрвећа, или за занимљивост животињског света...” |

Штурц је много допринео и у пракси да се природа заштити. Између осталог, његова заслуга је номиновање резервата Селевењске шуме, чије уништење је спречио апеловањем код власти да се она током изградње трасе међународног ауто-пута Нови Сад-Сегедин заобиђе.

## Извори и библиографија
1. ↑  Ову изјаву је дао током интервјуа Новосадском радију
2. ↑  Брошура поводом изложбе материјала о др Бели Штурцу (каталог): "Др Бела Штурц – ботаничар, живот и дело" Архивирано на веб-сајту  (19. август 2016) – Изложбу приредила кустос Душица Зрнић 1994. године – Издање Градског музеја у Суботици
3. ↑  Sturc, B. (1997): A Szabadka-Horgosi homokpuszta természetes flóraképe és megőrzésének kérdései, Életjel Könyvek, Szabadka
4. ↑  Бела Штурц: Природна флора Суботичко-Хоргошке пешчаре и питања њене заштите, 2004 - постумус издање
5. ↑  мађ. Szülőföldem élete, tankönyv; Györe Kornél, Sturc Béla - Természeti és társadalmi ismeretek az elemi iskolák III. osztálya számára, 1962 (Forum, Novi Sad) – 137 p.; drugo izdanje 1965. u izdanju Subotičke Minerve.
6. ↑  "Свет живих створења" (мађ. Élők világa)
7. ↑  Нпр. "Природа и друштво" (аутора В. Лазића) за 4. разред (мађ. Természeti ismeretek), или "Човечје тело" биологија за 8. разред (ауторке З. Стевановић).
8. 1 2  Sturc, B. (1995): Ekonomsko-botaničke vrednosti prirodne flore subotičko-horgoške peščare (мађ. A Szabadkai–horgosi homokpuszta természetes flórájának ökonombotanikai értékei; Életjel Miniatűrök 50, Szabadka) - постумус издање